# Аль-Аалія
Аль-Аалія (араб. جزيرة العالية) — це острів, розташований біля узбережжя муніципалітету Ад-Даїян в Катарі, на північ від The Pearl-Qatar.
Це невеликий низинний острів коричневого кольору з невеликою вершиною на східному кінці, що лежить в 3½ милях на північ від острова Аль-Сафлія; це видно на відстані 6 або 7 миль. 
Між цими двома островами знаходиться штучний острів The Pearl, який був побудований в кінці 2000-х років. 
У минулому його східна вершина служила орієнтиром при вході в гавань Аль-Бідда.